# Pijaos
Els Pijaos eren una tribu d'indígenes de l'Amèrica meridional que vivia en el territori de l'actual Colòmbia, a les vores del Riu Magdalena.
Pertanyien a la raça dels pantagoros, i es distingien per la seva valentia. No practicaven l'antropofàgia ni sacrificaven els seus presoners. L'única divinitat que reconeixien era l'home innocent, i per poder adorar-lo durant uns mesos mataven de sobte una persona de qualsevol edat o sexe que ignorés el que li esperava, no cercant la seva víctima entre els que poguessin inspirar-los sentiments d'amistat o enemistat, segons una idea la víctima havia d'estar molt agraïda al seu matador i protegir tot el poble. Excepte per aquest motiu, que envolta un estrany concepte de l'altra vida, no mataven a ningú fora dels combats.

## Conquistadors
En temps de la conquista ocupaven grans territoris, principalment els que avui corresponen als departaments de Tolima, Hutla i nord del Cauca. Quan els espanyols fundaren diverses ciutats importants en aquelles regions, van haver de resistir per més de mig segle els repetits atacs del "pijaos". La ciutat d'Ibagué, en especial, es va veure escomesa en diverses ocasions, i, per acabar, el 1566, segons relata un cronista, fou atacada per la tribu i consumida tota per les flames, a excepció de l'església parroquial i del convent de Sant Domènec.
Units els pijaos amb el manipes, atacaren i destruïren les ciutats de San Vicente i de Los Angeles, la primera situada en els Llanos de Saldaña i la segona a 22 llegües de Tocaima i 9 de Neiva. El 1602 s'alarmà gran part del llavors anomenat Nuevo Reino de Granada (Nova Granada) por la noticia de què el ferotges "pijaos" havien celebrat junta general de guerra i resolt assaltar i destruir per sencer diverses ciutats, entre elles Tocaima, Ibagué, Cartago i Buga, las que dirigiren representacions a la Real Audiència de Santa Fe de Bogotà. La ciutat de Cartago representà, a més, el gener de 1603, la qual es trobava assetjada per un exercit de pijaos, que havien pres tots els camins, s'havien apropiat de tot el bestiar i no deixaven arribar queviures; anunciaven els habitants que estaven decidits a abandonar la ciutat, encara que perdessin tots els seus havers, sinó se'ls hi donava auxili ben aviat. Mentrestant, els indis assaltaven diversos masos i cremaven pobles en les rodalies d'Ibagué i de Buga. Fundats eren els temors, doncs a la vista el que havien executat els implacables pijaos en els llocs de Neiva la Plata, Páez, Jaume i Medina, que havien estat reduïts a cendres amb gran pèrdua de persones i d'interessos. Els veïns d'Ibagué van demanar s'encarregués la defensa dels espanyols al capità Sebastian Fernández Bocanegra, home de gran valor i experiència i que durant vint anys havia guerrejat contra els pijaos. Va organitzar l'Audiència tres expedicions, una a Cartago, una altra a Tocaima i una altra a Ibagué, aquestes dues últimes al comandament del capità Pedro d'Herrera, i la de Cartago posà el governador de Popayán, Vasco de Mendoza qui va morir a l'empresa amb altres companys. En el seu reemplaçament va nomenar el governador a Fernández Bocanegra, qui va entrar en campanya el juliol de 1603 des del riu de la Paila, camp de les Amazones.
Ruda i plena d'episodis va ser la campanya d'aquell capità contra els indis, els que es refeien després de les seves derrotes. Per acabar de sotmetre'ls va ser nomenat president del Nou Regne un militar acreditat pel seu valor i experiència en la guerra, Juan de Borja y Armendia, net de sant Francesc de Borja. Va arribar el president á Santa Fe a 1605, i va organitzar un exèrcit per anar a la pacificació dels pijaos; va disciplinar les seves tropes, va enrolar-hi unes companyies d'indis colimas i coyaimas (enemics acèrrims dels pijaos), i el president en persona va obrir la campanya; donar la seva primera batalla al Garriga contra el general Calarcá, indicant tan hàbil i tenaç en la manera de combatre, que, tot i haver perdut molta gent, va obligar al president Borja á retirar-se i á manar per reforços á Tunja, noves opreaciones emprendre el president, i va derrotar, en repetits combats, á els pijaos, però aquests es reforçaven i refeien en guerrilles i cruïlles, fins que el general Borja va aconseguir donar una batalla campal en què va morir Calarcá i es van sotmetre els indis, amb la qual cosa va acabar per sempre una guerra de tants anys i es van veure lliures d'alarmes i amenaces diverses ciutats del Nou Regne de Granada.
Un antic cronista qualifica els pijaos de <nació bàrbara, ferotge, guerrera, cruel i carib>.